# Lansdowne Road
O Lansdowne Road foi um estádio localizado na cidade de Dublin na Irlanda com capacidade para 48.000 pessoas, pertencente a Irish Rugby Football Union, foi a casa da Seleção Irlandesa de Rugby e da Seleção Irlandesa de Futebol.

## História
O estádio foi inaugurado em 1872, recebeu em 1999 a banda The Corrs para a gravação do show "The Corrs - Live At Landsdowne Road", que recebeu mais de 50 mil pessoas, considerado o maior show da banda.
O estádio foi demolido em 2007, sendo construído no mesmo lugar o Aviva Stadium, um estádio mais moderno e com capacidade maior.